# Bob Siska
Robert Siska (nacido el primero de diciembre de 1942) es un jugador de tenis estadounidense retirado y automovilista.
Siska, un jugador zurdo de San Francisco, llegó a la tercera ronda del Campeonato Nacional de Estados Unidos de 1959 cuando era adolescente y compitió en el circuito internacional durante la década de 1960. Participó cuatro veces en el cuadro principal de Wimbledon y ganó su partido de primera ronda en 1963 contra Ion Țiriac.
En el torneo que ahora se conoce como el Masters de Cincinnati, llegó a los octavos de final en individuales en 1965.
Siska, que trabajaba en el sector inmobiliario, financió su propia carrera en el automovilismo después del tenis. Compitió en varias temporadas del Atlantic Championship y más tarde en la Fórmula Renault. Su mejor resultado en el Campeonato Atlántico fue un décimo puesto (de 35 coches) en el circuito de Laguna Seca.